# モンテマルチャーノ
モンテマルチャーノ（伊: Montemarciano）は、イタリア共和国マルケ州アンコーナ県にある、人口約9,800人の基礎自治体（コムーネ）。

## 地理

### 位置・広がり
アンコーナ県のコムーネ。県都・州都アンコーナから西へ17kmの距離にある。

#### 隣接コムーネ
隣接するコムーネは以下の通り。
- キアラヴァッレ
- ファルコナーラ・マリッティマ
- モンテ・サン・ヴィート
- セニガッリア

### 気候分類・地震分類
モンテマルチャーノにおけるイタリアの気候分類 (it) および度日は、zona D, 1826 GGである。
また、イタリアの地震リスク階級 (it) では、zona 2 (sismicità media) に分類される。

## 行政

### 分離集落
以下の分離集落（フラツィオーネ）がある。
- Alberici, Cassiano, Gabella, Gelso, Grugnaletto, Forcella, Marcianella, Marina

## 姉妹都市
- シニ、クロアチア
- Quincy-sous-Sénart、フランス
- Höhenkirchen-Siegertsbrunn、ドイツ